# Hari Hara Subramanyam Viswanathan
Hari Hara Subramanyam Viswanathan es un diplomático, indio retirado.
- Es hijo de Rajalakshmi y H. Subramaniam.
- En 1974 entró a los servicios del Ministerio de Asuntos Exteriores (India).
- De 1976 a 1977 fue secretario de embajdad de segunda clase en Bruselas.
- De 1977 a 1980 fue secretario de embajdad de segunda clase en Kinsasa.
- De 1980 a 1983 fue secretario de embajdad de primera clase en Praga.
- De 1983 a 1986 fue secretario adjunto del Ministerio de Asuntos Exteriores (India).
- De 1986 a 1989 fue secretario de embajdad de primera clase en Bonn.
- De 1989 a 1992 fue consejero de embajdad de en Beijing.
- De 1992 a 1995 fue Encargado de negocios en Roma.
- De septiembre de 1995 a 1999 fue embajador en Abiyán.[1]
- En 2004 fue Cónsul General en San Francisco.
- De 25 de enero de 2005 a 2008 fue Alto Comisionado en Abuya (Nigeria)[2]